# Juliet Ibrahim
Pour les articles homonymes, voir Ibrahim (homonymie).
 (janvier 2021).
 (janvier 2021).
La mise en forme du texte ne suit pas les recommandations de Wikipédia : il faut le « wikifier ».
Les points d'amélioration suivants sont les cas les plus fréquents :
- Les titres sont pré-formatés par le logiciel. Ils ne sont ni en capitales, ni en gras.
- Le texte ne doit pas être écrit en capitales (les noms de famille non plus), ni en gras, ni en italique, ni en « petit »…
- Le gras n'est utilisé que pour surligner le titre de l'article dans l'introduction, une seule fois.
- L'italique est rarement utilisé : mots en langue étrangère, titres d'œuvres, noms de bateaux, etc.
- Les citations ne sont pas en italique mais en corps de texte normal. Elles sont entourées par des guillemets français : « et ».
- Les listes à puces sont à éviter, des paragraphes rédigés étant largement préférés. Les tableaux sont à réserver à la présentation de données structurées (résultats, etc.).
- Les appels de note de bas de page (petits chiffres en exposant, introduits par l'outil «  Source ») sont à placer entre la fin de phrase et le point final[comme ça].
- Les liens internes (vers d'autres articles de Wikipédia) sont à choisir avec parcimonie. Créez des liens vers des articles approfondissant le sujet. Les termes génériques sans rapport avec le sujet sont à éviter, ainsi que les répétitions de liens vers un même terme.
- Les liens externes sont à placer uniquement dans une section « Liens externes », à la fin de l'article. Ces liens sont à choisir avec parcimonie suivant les règles définies. Si un lien sert de source à l'article, son insertion dans le texte est à faire par les notes de bas de page.
- La présentation des références doit suivre les conventions bibliographiques. Il est recommandé d'utiliser les modèles {{Ouvrage}}, {{Chapitre}}, {{Article}}, {{Lien web}} et/ou {{Bibliographie}}. Le mode d'édition visuel peut mettre en forme automatiquement les références.
- Insérer une infobox (cadre d'informations à droite) n'est pas obligatoire pour parachever la mise en page.

Pour une aide détaillée, merci de consulter Aide:Wikification.
Si vous pensez que ces points ont été résolus, vous pouvez retirer ce bandeau et améliorer la mise en forme d'un autre article.
Juliet Ibrahim, née le 3 mars 1986 à Accra, est une actrice, productrice et chanteuse ghanéenne d'origine libanaise, ghanéenne et libérienne. Elle a remporté le prix de la meilleure actrice dans un rôle principal aux Ghana Movie Awards 2010 pour son rôle dans 4 Play.

## Biographie
- Si vous ne connaissez pas le sujet, laissez ce bandeau (vous pouvez alors contacter les auteurs).
- Si vous supprimez le contenu mis en cause (vous pouvez préalablement contacter les auteurs),

argumentez précisément cette suppression dans la page de discussion
(un manque de référence n'est pas un argument ; une recherche réelle de référence doit avoir été effectuée, être formellement documentée).

### Jeunesse
Juliet Ibrahim est née d'un père libanais et d'une mère ghanéenne-libérienne. Elle est l'aînée et a deux sœurs dont l'actrice Sonia Ibrahim et un frère. Juliette et ses frères et sœurs ont passé la plus longue partie de leur enfance au Liban et en Côte d'Ivoire en raison des guerres civiles. Elle a fait ses études primaires au Liban, puis s'est rendue en Côte d'Ivoire pour ses études secondaires où elle a vécu avec ses parents. Elle a étudié à l'Institut des langues du Ghana, où elle a étudié l'anglais, le français et l'espagnol. Elle a également étudié le marketing, la publicité et des relations publiques à l'Institut de journalisme du Ghana.
Ibrahim a fait remarquer qu'en Afrique, elle n'est pas considérée comme une femme noire en raison de sa couleur de peau, mais qu'en dehors de l'Afrique, elle est reconnue comme étant noire. Elle s'est opposée au terme demi-caste et a déclaré qu'elle était noire et fière d'elle.

## Carrière
- Si vous ne connaissez pas le sujet, laissez ce bandeau (vous pouvez alors contacter les auteurs).
- Si vous supprimez le contenu mis en cause (vous pouvez préalablement contacter les auteurs),

argumentez précisément cette suppression dans la page de discussion
(un manque de référence n'est pas un argument ; une recherche réelle de référence doit avoir été effectuée, être formellement documentée).
Ibrahim a fait ses débuts d'actrice dans le film 2005 Crime to Christ avec Majid Michel. Son premier film Nollywood était Yankee Boys et elle a ensuite joué dans plus de 50 films. En 2014, elle a produit son premier film Number One Fan, où elle incarne une actrice harcelée par un fan du film. Son deuxième film, Shattered Romance, qui a fait défiler des acteurs nigérians et ghanéens, a été lancé en fanfare à Accra, au Ghana, le 5 décembre 2014. Sa nouvelle série télévisée, Chaque femme a une histoire, où elle a fait ses débuts en tant que réalisatrice est diffusée sur Terrestrial Tv et son nouveau show de téléralité, The Perfect Assistant, (TPA) sera bientôt dévoilé. Elle a également figuré dans des films Twi, dans des films en langue yorubaet aussi dans Ladan Aure, un film en langue haoussa.

## Filmographie
- Crime to Christ (2005)
- In The Eyes of My Husband (2007)
- Yankee Boys (2008)
- Losing You (2008)
- Royal Storm (2009)
- Restore My Love (2009)
- Naked Weapon (2009)
- Dead End (2008)
- Lost Desire (2008)
- Bloodfight (2007)
- Beautiful King (2009)
- Tattoo Boys (2009)
- Missing Child (2009)
- Honor My Will (2008)
- Cash Adventure (2008)
- Hidden (2009)
- Last Hope (DNA test) (2009)
- Queen's Pride (2009)
- Enemy of My Soul (2009)
- Princess Rihanna  (2010)
- Millions (2010)
- 4play (2010)
- Master of the Game (2011)
- Battle of love (2011)
- 4play reloaded (2010)
- Crazy Scandal (2010)
- Beyond love (2010)
- Marriage of sorrows (2009)
- 30 Days in Atlanta (2014)
- Life after Marriage (2014)
- Number One Fan (2014)
- Shattered Romance (2015)
- Teens Life (2015)
- Anniversary (2015)
- Black bride (2016)
- Rough day (2015)
- Perfect Crime (2017)
- 10 days in sun city (2016)
- London Fever (2016)
- Ladan Noma (2016)

## Prix
- 2010: Achievement Award – City People Magazine, Accra
- 2010: Ghana Movie Personality of the Year – City People Magazine, Lagos
- 2010: Best Lead Actress in a movie – Ghana Movie Awards
- 2014: Best Ghanaian Actress – City People Entertainment
- 2016: Actress of the year – Starzzawards